# Sant Andreu de Pujalt
Sant Andreu de Pujalt és una església de Pujalt (Anoia) protegida com a bé cultural d'interès local.

## Descripció
Situada extramurs de la població, és esmentada des de finals del segle xi, com a parròquia. L'edifici romànic original, del qual queden alguns murs, ha patit nombroses modificacions, fetes majoritàriament en els segles xviii i xix: erecció d'un campanar de torre poligonal (reconstruït el 1871), substitució de l'absis per un presbiteri quadrangular, obertura de capelles laterals i supressió del portal, ara tapiat, del mur lateral i obertura d'un de nou frontal. Actualment hi ha una sèrie de capelles laterals, comunicades amb la nau a través de grans arcs, que hi foren construïdes el 1871. L'antic portal de migdia va ésser tapiat per construir-ne un a ponent al segle xviii.

## Història
L'església de Sant Andreu és esmentada a finals del segle xi com a parròquia. Durant la guerra civil de 1936-39 s'instal·là a Pujalt la base d'instrucció militar del 18è cos d'exèrcit republicà. L'església va fer, durant aquell temps, la funció de "Hogar del Soldado". Era el lloc d'esbarjo dels soldats. Al campanar hi havia la sirena per avisar en cas de bombardeig o presència d'aviació enemiga.